# 마사후두 알하산
마사후두 알하산(Masahudu Alhassan, 1992년 12월 1일, 가나 타크와 ~ )는 왼쪽 풀백으로 뛰는 가나의 축구 선수이다.

## 클럽 경력
알하산은 가나의 유소년 축구 클럽 프람프람 마이티 로얄즈(Prampram Mighty Royals)의 유소년팀에서 축구를 시작했고, 그 이후에 이탈리아 축구 클럽 리미니 유소년팀에 입단했고, 그 다음에는 프로 생활을 데뷔하게 된 제노아에 입단하였다.
2013년 1월, 세리에 A 팀 우디네세가 알하산에 대한 공동 소유권 계약을 치뤘음이 알려졌다. 2013년 8월 4일, 그는 라티나로 1년간 임대를 떠났다.

## 국가대표팀 경력
알하산은 2011년 아프리카 청소년 축구 선수권 대회에 가나 U-20 축구 국가대표팀의 일원으로 출전하였다.
2011년 11월 7일, 알하산은 시에라리온, 가봉전을 앞두고 가나 성인 대표팀에 소집되었다.
2011년 12월, 알하산은 2012년 아프리카 네이션스컵에 참가하는 가나 대표팀 예비 명단 25인에 포함되었고, 2012년 1월에 그는 최종 명단 23인에 한명으로 이름을 올렸다.